# Der Berserker
Der Berserker (Originaltitel: Milano odia: la polizia non può sparare; Alternativtitel Almost Human) ist ein italienischer Kriminalfilm mit Tomás Milián und Henry Silva in den Hauptrollen. Umberto Lenzi inszenierte den Film 1974; im deutschsprachigen Raum wurde er 1982 auf Video erstveröffentlicht.

## Handlung
Giulio Sacchi ist arbeitslos, arbeitsunwillig, ohne familiäre Bindungen und schnell mit der Benutzung von Maschinenpistolen bei der Hand. Er lässt sich als Fahrer eines Raubüberfalls anheuern, plant die Entführung einer Industriellentochter, begeht Morde und findet zwei Gleichgesinnte in Vittorio und Carmine, mit denen er Marilù, besagte Tochter des Industriellen Porrino, entführt und sie vergewaltigt.
Die Polizei schätzt die Entführer als unberechenbar ein und rät, kein Lösegeld zu zahlen. Die Orgie der Gewalt geht weiter; Giulio tötet selbst seine Geliebte Jone, die einiges von den Verbrechen weiß. Das Lösegeld wird schließlich doch bezahlt. Giulio bringt die Geisel und seine Komplizen um. Nach seiner Verhaftung wird er wegen Mangels an Beweisen wieder auf freien Fuß gesetzt. Kommissar Grandi ist jedoch von seiner Schuld überzeugt und tötet ihn auf eigene Rechnung.

## Kritik
„Billiger und ausgesprochen zynischer Actionfilm“ urteilte knapp das Lexikon des internationalen Films. „Nichtendenwollende Gewalt und effektvolle Actionszenen sind die verlässlichen Zutaten von Umberto Lenzis Kriminalfilmen, wenn sie auch nach herkömmlichem Muster ablaufen“, so „Vice“.
Besonders herausgestellt wurden die glaubwürdigen Darstellungen Miliáns (laut eigenen Aussagen „durch Alkohol und Drogen befeuert“) und Silvas.

## Bemerkungen
Gedreht wurden die Außenaufnahmen, wie der Originaltitel andeutet, hauptsächlich in Mailand.

## Synchronisation
- Tomas Milian: Randolf Kronberg
- Gino Santercole: Kurt Goldstein
- Laura Belli: Sabina Trooger
- Luciano Catenacci: Norbert Gastell
- Henry Silva: Dirk Galuba
- Mario Piave: Reinhard Glemnitz